# ネバーランド (バンド)
ネバーランドは、アイドルロックバンド「レイジー」解散後にキーボードの井上俊次とベースの田中宏幸が組んで結成された。「スニーカーのように気軽に楽しめる音楽を」というコンセプト「スニーキーサウンド」を立てて活動した。

## 概要、歴史
1981年にレイジーが解散した後、レイジーの所属していたトライアングルプロダクションに唯一残留した井上俊次が、角松敏生とのデュオ結成を辞退したことで社長の藤田浩一の怒りを買い、解雇を言い渡される。その際、一時はレイジーの元メンバー、高崎晃、樋口宗孝と共にラウドネスを結成していたが、方向性の違いで脱退した田中宏幸と共にバンド結成に動き、元トライアングルプロダクションのスタッフを引き連れ「ネバーランド」を結成する。キングレコードとの契約後も、阿久悠と歌詞の方向性を巡って決裂したりと、順風満帆な活動とはいかなかった。1983年にテレビアニメ「サイコアーマー ゴーバリアン」の主題歌を担当するも、作品自体も大きな人気は出ず、不振に終わる。1985年に事務所を独立しレコード会社も移籍。しかしバンドの知名度及び作品の売り上げはなかなか上がらず、メンバーは生活に困り、かつての同僚である影山ヒロノブが働いていた建設業のアルバイトを掛け持ちするという苦境に陥っていた(この建設業のアルバイトで3人は再会)。そして1990年に解散を発表する。後期は武田鉄矢のバックバンドを務めていた時期もあった。解散後井上と田中の二人で「HUMAN NATURE」というユニットを結成したが短期で活動は終わり、旧友影山とのバンド「AIRBLANCA」を1991年に結成。

## メンバー
- Vo.：貴智明 元SPHIA（プログレ）
- Gt.：阿部たくみ 元DUO（SUPER BADの高田エージとの二人組）
- Bass：田中宏幸
- Kb.：井上俊次
- Dr.：和田眞人（初代）元MAKE-UP
- Dr.：田村重治（2代目）元Air

## オリジナルアルバム
- 1982年8月21日 
  - TICKET TO ISLAND/キングレコード
- 1983年4月21日
  - MESSAGE FROM ISLAND/キングレコード
- 1983年7月21日
  - WELCOME TO OUR NEVERLAND デビュー 1周年記念感謝コンサート・ライブ
- 1983年12月21日
  - LANDING ON ISLAND/キングレコード
- 1984年6月21日
  - MOTION/キングレコード
- 1985年4月21日
  - INSIDE TOUCH/キングレコード
- 1985年7月21日 
  - BEST SELECTION NEVER LAND/キングレコード
- 1986年10月25日
  - 上機嫌ーRUN・RUN・RUN/ポリドールレコード
- 1987年3月25日
  - NEVERLANDing/ポリドールレコード
- 1990年4月25日  
  - THE LAST NIGHT-Final Live/ポリドールレコード

## 主な楽曲作品
- TVアニメサイコアーマー・ゴーバリアン
  - OP『孤独の旅路』（作詞：貴智明、作曲：井上俊次）
  - ED『ララバイ』（作詞：貴智明、作曲：井上俊次）
- TVアニメ宇宙伝説ユリシーズ31
  - OP『銀河伝説オデッセイ』（作詞：荒木とよひさ、作曲：若草恵、歌：貴智明）
  - ED『愛･時の彼方に』（作詞：島エリナ、作曲：熊谷安廣、歌：貴智明）
- 劇画『我が名は狼（うるふ）』（秋田書店刊）
  - イメージアルバム『我が名は狼（うるふ）』Vo. 田中宏幸
- プロレス・ファイターズ・テーマ
  - 『バイオレンス 格闘聖書』Vo. 田中宏幸 - 『プロレス・スーパーファイターズ・テーマ スペシャル』に収録。藤原喜明のテーマ曲とされているが実際に使用されたことはなかった模様。
- 映画
  - 『刑事物語』挿入歌（田中宏幸・貴智明）